# أفراح عباس
أفراح عباس (13 يناير 1948-) ممثلة عراقية.
تعد الفنانة من الفنانات اللواتي أثبتن حضورهن في المشهد الفني العراقي، حيث قدمت عبر مسيرتها الفنية التي بدأت عام 1968 العديد من الأعمال المسرحية والتلفزيونية المميزة. لعل من أبرز اعمالها المسرحية (مسرحية طير السعد) من تأليف وأخراج (الفنان قاسم محمد)، والتي مهدت فيما بعد لأنطلاقة ناضجة لمسرح الطفل في العراق، ومسرحية (البخيل) من تأليف الكاتب الفرنسي (مولير) وأخراج (جاسم العبودي)، وكذلك مسرحية (زهرة الأقحوان) من تأليف وأخراج الفنان (سعدون العبيدي). أما من أبرز أعمالها التلفزيونية فمنها: مسلسل (جرف الملح) ومسلسل (المتمردون) ومسلسل (بيت العنكبوت)، وأخيرا المسلسل الدرامي العراقي (سارة خاتون) من إخراج (صلاح كرم) ومسلسل (ثمنطعش) إخراج الراحل: عدنان إبراهيم. للفنانة (أفراح عباس) تجربة سينمائية واحدة من خلال فيلم (تحت سماء واحدة) من إخراج (منذر جميل) وتأليف (صباح عطوان) وفيلم (يوم اخر) إخراج الراحل: صاحب حداد، وفيلم (الاسوار) إخراج: محمد شكري جميل، واستمر عطائها الفني طيلة اربعين عاما.